# Rhacophorus gadingensis
Rhacophorus gadingensis är en groddjursart som beskrevs av Das och Haas 2005. Rhacophorus gadingensis ingår i släktet Rhacophorus och familjen trädgrodor. IUCN kategoriserar arten globalt som otillräckligt studerad. Inga underarter finns listade i Catalogue of Life.